# Newton (Nuevo Hampshire)
Newton es un pueblo ubicado en el condado de Rockingham en el estado estadounidense de Nuevo Hampshire. En el Censo de 2010 tenía una población de 4.603 habitantes y una densidad poblacional de 176,66 personas por km².

## Geografía
Newton se encuentra ubicado en las coordenadas 42°52′13″N 71°2′45″O / 42.87028, -71.04583. Según la Oficina del Censo de los Estados Unidos, Newton tiene una superficie total de 26.06 km², de la cual 25.66 km² corresponden a tierra firme y (1.51%) 0.39 km² es agua.

## Demografía
Según el censo de 2010, había 4.603 personas residiendo en Newton. La densidad de población era de 176,66 hab./km². De los 4.603 habitantes, Newton estaba compuesto por el 97.83% blancos, el 0.3% eran afroamericanos, el 0.24% eran amerindios, el 0.41% eran asiáticos, el 0% eran isleños del Pacífico, el 0.33% eran de otras razas y el 0.89% pertenecían a dos o más razas. Del total de la población el 1.46% eran hispanos o latinos de cualquier raza.